# Pygmaeocereus
Pygmaeocereus es un género de cactus diminutos pertenecientes a la familia Cactaceae. Estas especies no alcanzan más de 8 cm de altura, produciendo largas raíces tuberosas y flores aromáticas nocturnas. Comprende 6 especies descritas y de estas, solo 2 aceptadas.

## Descripción
El género tiene un pequeño tallo cilíndrico con costillas tuberculadas poco profundas y muchas espinas. Las flores son nocturnas, de color blanco y que abren en el extremo de tubos florales largos y delgados que tienen escamas y son peludos. En su hábitat, este género se limita a Perú, particularmente en la zona de niebla a lo largo de la costa. En el cultivo, la especie se cultiva entre los coleccionistas de cactus más expertos, pero no se cultiva comercialmente.

## Taxonomía
El género fue descrito por H.Johnson & Backeb. y publicado en National Cactus and Succulent Journal 12(4): 86. 1957. La especie tipo es: Pygmaeocereus bylesianus Andreae & Backeberg 
Etimología
Pygmaeocereus: nombre genérico que deriva del latín:  "pygmaeus" = "enano" y "Cereus" = un género de la cactáceas; por lo tanto significa "Cereus enano".

## Especies aceptadas
A continuación se brinda un listado de las especies del género Pygmaeocereus aceptadas hasta mayo de 2015, ordenadas alfabéticamente. Para cada una se indica el nombre binomial seguido del autor, abreviado según las convenciones y usos.	 
- Pygmaeocereus bylesianus Andreae & Backeberg
- Pygmaeocereus familiaris